# Ammochosie
L' ammochosie était le nom donné à un moyen de traiter les corps par le sel pour les déshydrater.
L'ammochosie était présentée en 1752  par le « Dictionnaire français-Latin de Trévoux » comme suit : 
« Espèce de remède propre à dessécher le corps, qui consiste à l'enteterer dans du sable de mer extrêmement chaud. Celui de rivière vaut moins que le premier, parce qu'il est trop humide. Mais le sel est beaucoup plus efficace que le sable. Ce remède produit les mêmes effets que l'insolation »